# Skrzatusz (przystanek kolejowy)
Skrzatusz - czynny przystanek kolejowy, a dawniej stacja kolejowa w Skrzatuszu w województwie wielkopolskim, w Polsce.

## Ruch pasażerski
| Rok  | Wymiana pasażerska na dobę |
| ---- | -------------------------- |
| 2017 | 0-9                        |
| 2022 | –                          |